# Orlen

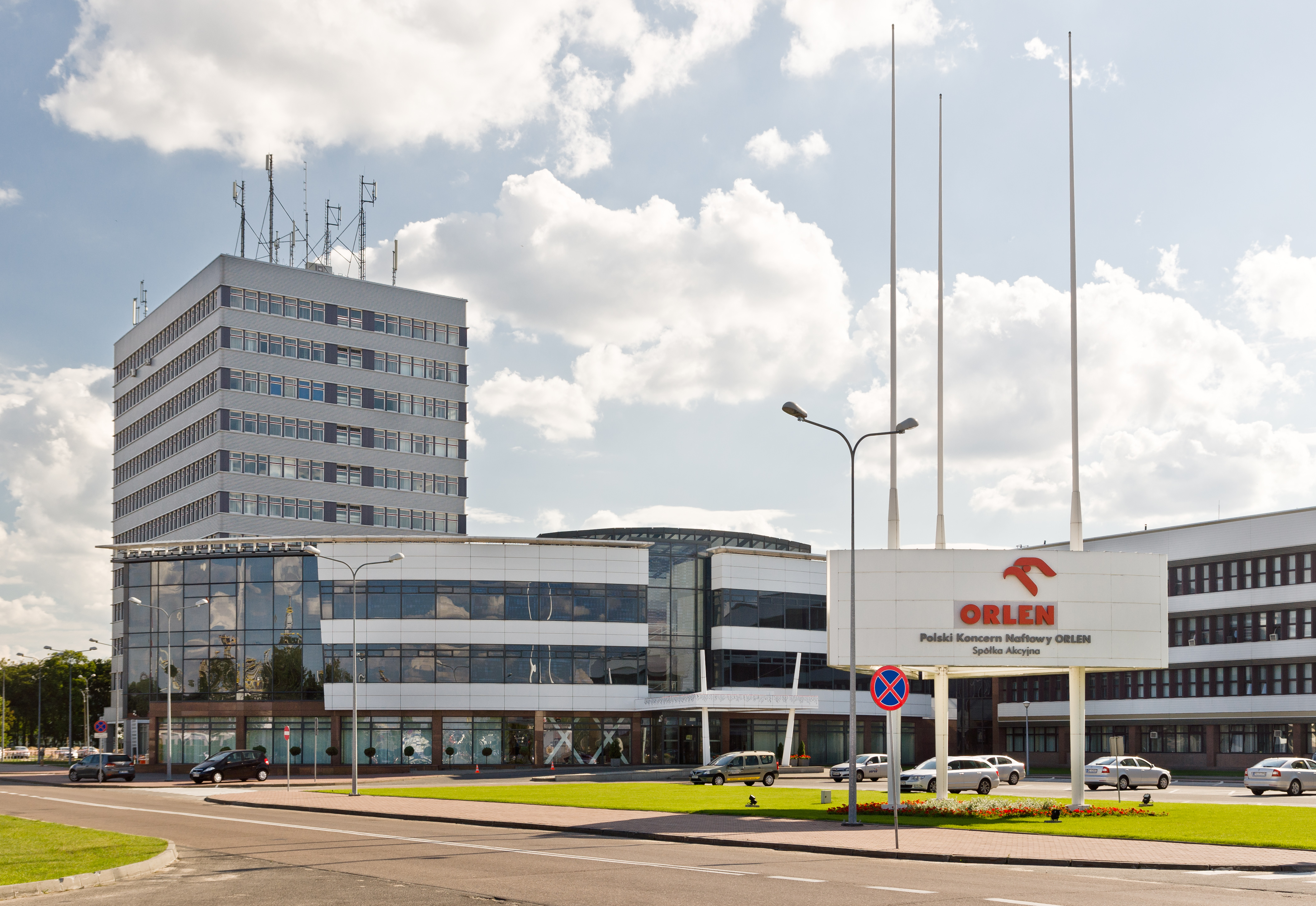
Quartier général de PKN Orlen à Płock, Pologne.

PKN Orlen SA, abréviation de Polski Koncern Naftowy Orlen, est une société multinationale polonaise spécialisée dans le raffinage de pétrole et la distribution d'essence. Son nom commercial est Orlen. Son logo reprend les couleurs du drapeau polonais.
En 2008, elle est la première entreprise de Pologne, et la quatrième valeur de l'indice WIG 20 de la Bourse de Varsovie, représentant 8,4 % de son poids, après la banque Pekao et devant l'opérateur téléphonique TPSA.
En 2006, PKN Orlen a réalisé un chiffre d'affaires de 13,78 milliards de złotys, soit 3,59 milliards d'euros, en hausse de 28,3 % par rapport à 2005. Son bénéfice est de 2,06 milliards de złotys, soit 537 millions d'euros, en baisse de 55 %.

## Histoire

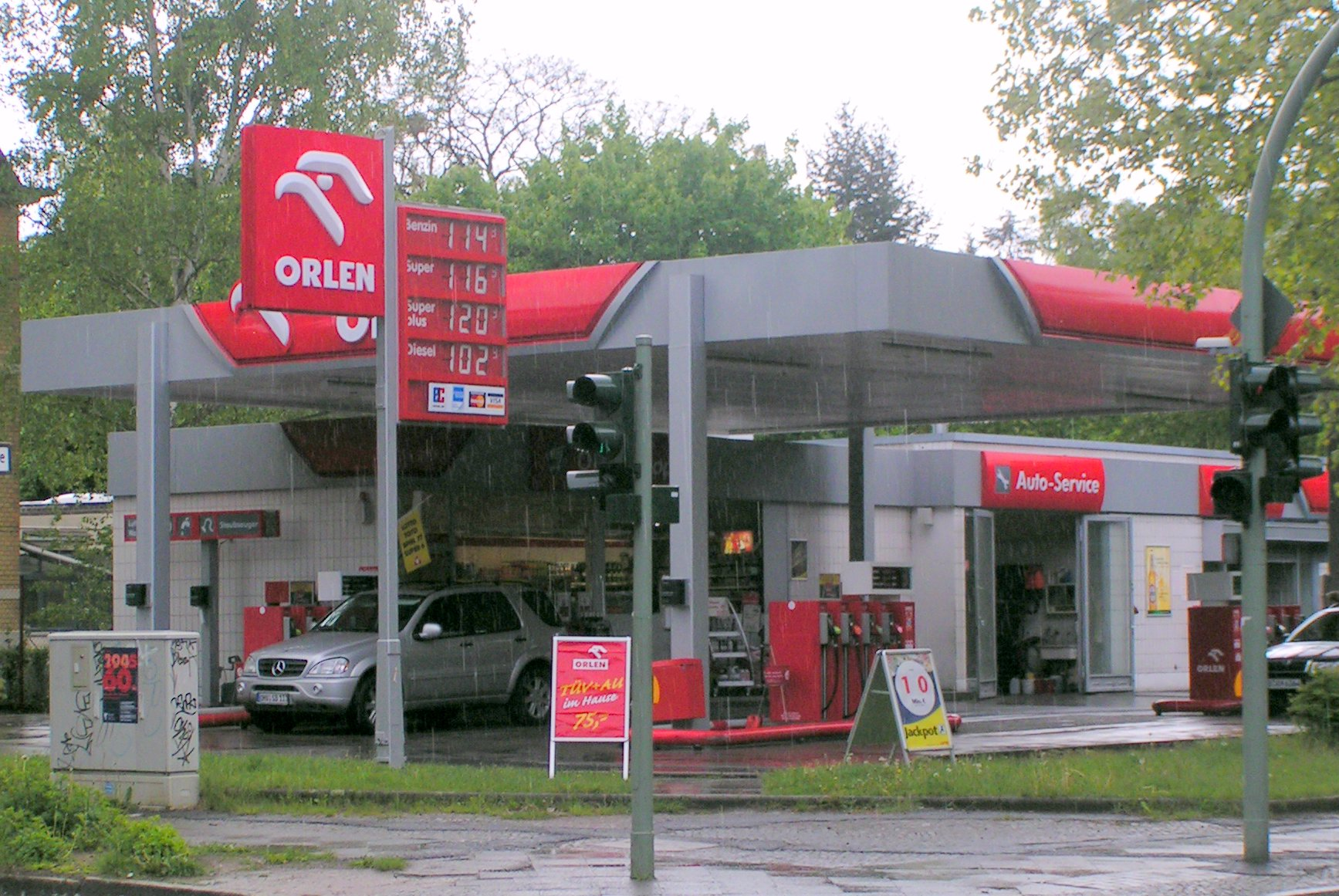
Station service Orlen en Allemagne

Depuis le 24 mai 2005, PKN Orlen est aussi l'actionnaire majoritaire du holding tchèque UniPetrol, avec 63 % de son capital, à l'occasion de sa privatisation par le gouvernement tchèque.
De mai à décembre 2006, la société lance une OPA amicale sur le consortium Mažeikiu nafta, rassemblant l'unique raffinerie balte (12 millions de tonnes de pétrole brut par an), le terminal pétrolier de Butinga sur la Baltique, ainsi que l'oléoduc de Biržai. Cet ensemble appartenait alors à 53,7 % au pétrolier russe Yukos. Elle en est devenue propriétaire le 15 décembre 2006, pour 1,49 milliard de dollars. Cette acquisition a été permise grâce à l'opposition du gouvernement lituanien (qui ne voulait pas en céder le contrôle à des proches de la Russie) aux candidates au rachat Lukoil, Rosneft, Gazprom (russes), TNK-BP (russo-britannique) et KazMunayGas (kazakh), et qui a ainsi cédé à PKN Orlen les 30,66 % d'actions qu'il possédait encore. Le contexte était d'autant plus difficile diplomatiquement que la Russie a arrêté ses livraisons de pétrole à la raffinerie lituanienne afin de faire pression sur les autorités de l'État balte pour céder le consortium à un partenaire russe, alors que la raffinerie Naftan, en Biélorussie, était toujours approvisionnée par le même oléoduc Droujba.
Par ailleurs, PKN Orlen envisagerait avec des compagnies américaines la construction d'un oléoduc contournant la Russie, allant du port ukrainien d'Odessa à la ville lituanienne de Mazeikiai où se trouve la raffinerie, via la ville polonaise de Płock, où se situe le siège de PKN Orlen.
En décembre 2017, PKN Orlen lance une offre d'acquisition sur les participations qu'il ne détient pas dans le groupe tchèque Unipetrol, soit 27,1 %, dans le but de le retirer de la cotation et de se séparer d'actionnaires minoritaires hostiles à ses actions.
Orlen versera un dividende pour 2023 de 4,15 PLN par action. Le montant total du dividende s'élève à 4 817 909,5 milliers de PLN. Le rendement du dividende est de 6,82 %. La dernière cotation du dividende a eu lieu le 18 septembre 2024, et la date de paiement du dividende a été fixée au 20 décembre 2024.

## Activité
La société possède 3 raffineries en Pologne, 3 en République tchèque, et une en Lituanie, qui font du groupe le premier raffineur indépendant d'Europe centrale, avec 265 000 barils par jour, production comparable à une société comme Petro-Canada. La très grande majorité du pétrole raffiné provient de Russie, en particulier de la région de l'Oural.
PKN Orlen raffine à Płock, sa principale unité, 70 % du pétrole de Pologne, et est leader sur son marché national pour la distribution de carburants, avec 55 % de parts de marché. Les deux autres raffineries polonaises de la société se trouvent à Jedlicze et Trzebinia.
[Quand ?]Sur 6 900 stations service en Pologne, PKN Orlen dispose d'un réseau de 1 930 stations services en Pologne, soit 30 % des installations. Elle en possède également 500 en Allemagne (représentant 3 % du marché allemand en termes de distribution), 310 en République tchèque sous la marque Benzina, et 35 en Lituanie sous les marques Ventus et Orlen Lietuva.
Elle prend le contrôle du groupe de presse Polska Press le 7 décembre 3
2020.

## Actionnariat
60,2 % de son capital est au flottant, à la bourse de Varsovie, 27,5 % sont détenus directement (10,2 %) ou indirectement (Nafta Polska, 17,3 %) par l’État polonais, et 12,3 % par la Bank of New York.

## Communication
En 2002 a été formé Orlen Team, une écurie automobile, participant entre autres au Rallye Dakar.
Partenaire de longue date du pilote de Formule 1 polonais Robert Kubica, le groupe pétrolier devient partenaire-titre de l'équipe Williams F1 Team en 2019, puis d'Alfa Romeo à partir de 2020.De 2023 à 2025, elle a sponsorisé la Scuderia AlphaTauri, devenue Scuderia Racing Bulls.

## Critique & scandale
Le 7 février 2002, éclate le plus grand scandale de corruption en Pologne, impliquant le gouvernement de l'époque, de gauche, et l'ancien actionnaire majoritaire, Andrzej Modrzejewski.